# 泉 (デュシャン)
『泉』（いずみ、Fontaine）または『噴水』は、1917年に制作されたレディメイドの芸術作品であり、磁器の男性用小便器を横に倒し、"R.Mutt"という署名をしたものに「Fountain（噴水／泉）」というタイトルを付けたものである。
マルセル・デュシャンの作とされていたが、近年の研究では、本作を含む多くのデュシャン作品は、ドイツの前衛でダダイストの芸術家・詩人の女性、エルザ・フォン・フライターク＝ローリングホーフェン（Elsa von Freytag-Loringhoven）が制作したとされている

## 概要
デュシャンは本作を1917年にニューヨークで開催された独立芸術家協会 (Society of Independent Artists) の「ニューヨーク・アンデパンダン」展に出品しようとした。デュシャンはアンデパンダン展の委員であり、出品料を支払えば無審査で誰でも出品できる規則であったにもかかわらず、協会はこの作品の出品を許可しなかった。この決定を不服として同展覧会の実行委員長を辞任。その後この作品は行方不明である。
「噴水／泉」は、社会学者のピーター・バーガーのようなアバンギャルドの研究家からは20世紀を代表する作品とみなされており、少なくとも17点のレプリカが存在する。この作品は「芸術の概念や制度自体を問い直す作品として、現代アートの出発点」であり、従来の伝統的な彫刻形式をはみ出した造形作品としての"オブジェ"の認識は本作から始まったとされる。
一方で「噴水／泉」が「現代アートの出発点」ではないという意見もある。例えば「芸術と価値」などの著書で知られるアメリカの美学者、芸術哲学者であるジョージ・ディッキーは、デュシャンらが初めて制度自体を問い直したのではないと発言をしている。「デュシャンとその仲間がはじめて、芸術の身分の授与という振る舞いを発明したといいたいのではない。実際にも、彼らはただ、これまで存在していた制度的な装置をふつうとは異なったやり方で利用したにすぎない。アートワールドはそもそもはじめから存在した以上、デュシャンがそれを発明したわけではないのである」。一方で「デュシャンのレディメイドは芸術作品としてさほど価値はないかもしれないが」、「芸術理論にとってきわめて重要なものである」と、その必要性は認めている
。

## 所蔵
世界の主要美術館が所蔵する《泉》のほとんどは、デュシャン研究家でミラノの画商であったアルトゥーロ・シュヴァルツが1964年に再制作したレディ・メイドである。
- 1/8 サンフランシスコ, サンフランシスコ近代美術館 (1998年～)
- 2/8 ロンドン, テート・モダン (1999年～)
- 3/8 オタワ, カナダ国立美術館 (1971年～)
- 4/8 Bel Air, CA, Collection privée (2002年～)
- 5/8 アテネ, Dimitri Daskalopoulos Collection（1999年～）
- 6/8 京都, 京都国立近代美術館 (1987年～).
- 7/8 パリ, マイヨール美術館, Fondation Dina Vierny (date et modalités d’acquisition inconnues).
- 8/8 ブルーミントン, Indiana University Art Museum (1971年～)